# Улица Ленинского Комсомола (Рязань)
У́лица Ле́нинского Комсомо́ла — улица в Железнодорожном районе города Рязань. Начало улицы находится в районе Большого Центра Рязани, основная часть — в Городской роще. Длина улицы 2,6 км. Пересекает следующие улицы: Дзержинского, Пушкина, 1-14 Линии, Островского.

## История
Район улицы начал осваиваться еще до революции. В начале XX века возникла улица Первая Пригородная. В 1939 году, после постройки школы, улица была переименована в Школьную. В 1968 году, в связи с полувековым юбилеем ВЛКСМ, улица была снова переименована — в Ленинского комсомола.

## Застройка
Застройка улицы сочетает как частные, так и многоэтажные дома. В начале улицы (до пересечения с ул. Дзержинского) стоят многоэтажки с квартирами улучшенной планировки, малосемейки 1980-х гг., коттеджи и 2-хэтажный барак. От пересечения с ул. Дзержинского до 1-й Линии построены «хрущёвки» и «брежневки». Затем начинается индивидуальная застройка. Дома 57 и 67 представлены двумя тройками соответственно 5-этажных блочных и 3-хэтажных кирпичных домов. На противоположной стороне улицы расположено 4-этажное здание АТС. Затем возобновляется индивидуальная застройка, в которую временами вклиниваются многоэтажные строения. Это комплекс голубых панельных многоэтажек Нефтезавода (д.д. 83-87) и следующий за ним квартал сталинок-хрущёвок. Оканчивается улица территорией завода ЖБИ-6.
Наиболее старые сохранившиеся дома улицы относятся к концу предвоенных лет:
1937 год — д. 10
1939 год — д. 10, к. 1; 18;
1940 год — д. 33
1941 год — д. 35; 43; 45; 47; 51; 53
Большинство из этих домов были деревянными на кирпичном фундаменте. Исключения составляли дома 35, 53 (блочные), 43, 51 (кирпичные). Во многих домах пол располагался на уровне земли или даже ниже.
После Великой Отечественной войны застройка улицы продолжилась. Во второй половине 1940-х — 1950-х были построены дома:
1946 год — д. 49; 60
1947 год — д. 68
1948 год — д. 48; 54; 62
1949 год — д. 12; 39; 55/54; 66; 72; 77; 78; 79; 82/33; 86; 88
1950 год — д. 46; 50; 70; 71; 75/31; 96
1951 год — 64; 73/40; 74/52; 98
1952 год — д. 80/42; 84; 94; 100
1953 год — д. 37; 52; 58; 90
1956 год — д. 15 а; 116; 120; 124; 140
1957 год — д. 76; 102; 104; 106; 108; 109; 114/50; 115; 118; 126; 128/57; 133; 137; 138; 139; 142; 146
1958 год — д. 67 (3 эт., кирпичный, комплекс из трех однотипных домов); 69; 89; 103; 105; 110; 111; 113; 117; 123; 135; 141/33; 144
1959 год — д. 44; 56; 93 к. 1; 95; 95 к. 2; 95 к. 3; 112; 121
В конце 1950-х появляются первые двух- и многоэтажные дома. Особенно активно ими улица начинает застраиваться в 1960-х годах, когда строятся:
1960 год — д. 26 (2 эт., кирп.)
1961 год — д. 91 (2 эт., кирп.); д. 91 корп. 1 (2 эт., кирп.); д. 95 корп. 1 (4 эт. кирп.); д. 97 (2 эт., кирп.); д. 99 (4 эт., кирп.)
1962 год — д. 34 (4 эт., кирп.)
1963 год — д. 32 (4 эт., кирп.); д. 42 корп. 1 (4 эт., кирп.); д. 93 (4 эт., кирп.); д. 93 корп. 2 (4 эт. кирп.); д. 93 корп. 3 (4 эт. кирп.)
1964 год — д. 20 (5 эт., кирп.); д. 42 (4 эт., кирп.)
1965 год — д. 24 (5 эт., панел.-кирп.); д. 40 (5 эт., панел.)
1967 год — д. 28 (5 эт., кирп.)
В отдаленной части улицы продолжается застройка индивидуальными одноэтажными домами:
1960 год — д. 101 (шлако-блоч.), 119 (кирп.), 122/54
1961 год — д. 131 (блочн.)
1962 год — д. 125 (барочный лес)
1966 год — д. 127/67 (шл.-блоч.)
В 1970-е годы на улице Ленинского Комсомола было построено пять 5-этажных и один 9-этажный дом:
1970 год — д. 17 корп. 1 (5 эт., блоч.); д. 19 (5 эт., панел.); д. 27 (5 эт., блоч.)
1977 год — д. 57/69 (5 эт., блоч.)
1978 год — д. 17 (9 эт., кирп.)
1979 год — д. 21 (5 эт., кирп.)
Единственный в 1970-е годы индивидуальный дом (д. 100 Б) был построен в 1976 году из дерева.
В 1980-х индивидуальная застройка вовсе прекратилась, но зато активно строились 5, 9 и 10-этажные дома. Особенно преобразило улицу возведение комплекса 9 и 10 этажных домов Нефтезавода (д.д. 83, 85, 87). Всего за десятилетие построено 10 зданий:
1981 год — д. 1 (5 эт., кирп.)
1984 год — д. 3 корп. 1 (5 эт., блоч.); д. 87 (9 эт. блоч.)
1985 год — д. 6. корп. 1. (5 эт. ж/б); д. 34 корп. 1 (5 эт., кирп.)
1986 год — д. 4 (5 эт. панел.); д. 6 (5 эт., панел.)
1987 год — д. 30 (9 эт., панел.); д. 85 (10 эт., панел.)
1989 год — д. 83 (9 эт., панел.)

## Инфраструктура
- д. 5 — переоборудовано под торгово-офисное здание
- д. 6 — F-клуб, кафе
- д. 13 — средняя школа № 44
- д. 15 — Управление Россвязьнадзора по Рязанской области
- д. 20 — «Четыре сезона», магазин головных уборов
- д. 27 — Пражский образовательный центр
- д. 57/69 — два продуктовых магазина, закусочная, парикмахерская «Красный мак»
- д. 86 — Dainova, рекламное агентство
- д. 101 — супермаркет «Норма»
- д. 106 — логопедический детский сад № 46
- д. 107 — отделение связи № 26
- д. 149 — Завод ЖБИ-6[1]

## Озеленение
Визитной карточкой улицы Ленинского Комсомола можно назвать обсадку по обе стороны 30-летними березами.

## Общественный транспорт
До 1990-х годов по ул. Ленинского Комсомола ходил автобус № 10. Затем почти десятилетие движения общественного транспорта не существовало. Оно было возобновлено в 2000-х годах: автобусы № 23 (муниципальный) и 55 (коммерческий). На улице имеются четыре остановки: «Улица Пушкина», «Пятая Линия», «Девятая Линия» и «Улица Островского».

## Герои войны
На домах улицы Ленинского комсомола имеются таблички, посвященные местным жителям — участникам Великой Отечественной войны:
- Абанин Константин Павлович (д. 57/69)
- Зарецкий Владимир Александрович (д. 19)

В начале улицы Ленинского комсомола расположено Лазаревское кладбище. На месте нынешней проезжей части в годы Большого террора располагались захоронения репрессированных.